# علويجه
علويجه (بالفارسية: علویچه) هي مدينة تقع في إيران في Mehrdasht District. يقدر عدد سكانها بـ 5,692 نسمة .